# Schwarzenberg (Vorarlberg)
Pour les articles homonymes, voir Schwarzenberg.
Schwarzenberg est une commune autrichienne du district de Brégence dans le Vorarlberg.

## Culture

### Schubertiade
Au Bregenzerwald, la manifestation culturelle la plus importante de l’année, c’est la Schubertiade de Schwarzenberg, désormais réputée à l’échelle internationale en ce qui concerne la musique du compositeur autrichien Schubert et de ses contemporains. Dans le cadre de la Schubertiade Schwarzenberg 2017 ‐ du 17 au 25 juin et 25 août au 3 septembre au 2017 – ce sont 50 manifestations qui sont proposées, avec entre autres des concerts de musique de chambre, soirées dédiées aux Lieder, concerts au piano, concerts d’orchestres, lectures et cours de perfectionnement. Des artistes et ensembles se produisent dans la salle Angelika Kauffmann, avec vue imprenable sur les prairies et montagnes du Bregenzerwald.

### Le musée Angelika Kaufmann
Le musée Angelika Kaufmann est une maison historique du XVIe siècle, dotée de salles modernes. Les expositions changent tous les ans et sont consacrées aux créations d’Angelika Kauffmann, célèbre femme peintre de l’époque baroque et très attachée à Schwarzenberg. L’exposition « Ça, c’est moi ! » est proposée du 1er mai au 26 octobre 2017 . Elle montre des portraits d’enfants peints par Angelika Kauffmann pendant sa période londonienne. Les visiteurs peuvent suivre l’évolution des portraits de la famille royale de Naples et de ses sept enfants dans les années 1782/83.

### Sport
Les 6 et 7 janvier 1989 Schwarzenberg a accueilli la Coupe du monde de ski alpin avec deux slaloms géants féminins, tous deux remportés par la skieuse suisse Vreni Schneider.